# Klaus Lindner (Bibliothekar)
Klaus Lindner (* 12. Juli 1937 in Breslau; † 6. September 2022 in Berlin) war ein deutscher Bibliothekar und Kartograf.

## Leben und Wirken
Klaus Lindner studierte Geschichte und Germanistik und arbeitete von 1964 bis 1969 als wissenschaftliche Hilfskraft am Institut für Mittelalterliche Geschichte der Universität Marburg. Dort promovierte er 1969 mit einer Arbeit über das Bistum Würzburg und legte ein Jahr später (1970) das Staatsexamen für den höheren Schuldienst ab. Im Jahre 1971 trat er als Bibliotheksreferendar an der Staatsbibliothek zu Berlin Preußischer Kulturbesitz in die Ausbildung für den höheren Bibliotheksdienst ein und absolvierte die Fachprüfung hierfür 1973 am Bibliothekar-Lehrinstitut des Landes Nordrhein-Westfalen in Köln. Von 1975 bis zu seinem Eintritt in den Ruhestand war Lindner als wissenschaftlicher Bibliothekar an der Staatsbibliothek zu Berlin tätig. Schwerpunktmäßig arbeitete er in der großen Kartenabteilung dieser Bibliothek und legte zahlreiche Veröffentlichungen und Ausstellungskataloge zur Kartografiegeschichte Berlins, Preußens und Schlesiens vor.
Er war Mitglied der Historischen Kommission für Schlesien.

## Veröffentlichungen (Auswahl)
- Untersuchungen zur Frühgeschichte des Bistums Würzburg und des Würzburger Raumes (= Veröffentlichungen des Max-Planck-Instituts für Geschichte, Bd. 35). Vandenhoeck & Ruprecht, Göttingen 1972 (Dissertation Universität Marburg).
- (Mitautor): Werner Vogel (Hrsg.): Preußen im Kartenbild. Ausstellung des Geheimen Staatsarchivs und der Staatsbibliothek Preussischer Kulturbesitz im Geheimen Staatsarchiv, Berlin-Dahlem, vom 17. September bis 31. Oktober 1979. Geheimes Staatsarchiv, Berlin 1979.
- (Bearb.): Berlin im Kartenbild. Zur Entwicklung der Stadt 1650–1950. Ausstellung der Staatsbibliothek Preußischer Kulturbesitz, Berlin 20. Mai 1981 bis 22. August 1981 (= Ausstellungskataloge / Staatsbibliothek Preußischer Kulturbesitz, Bd. 15). Reichert, Wiesbaden 1981, ISBN 3-88226-104-8.
- Randansichten auf Berliner Stadtplänen des 18. Jahrhunderts. In: Eckhard Jäger (Hrsg.): Lüneburger Beiträge zur Vedutenforschung. Verlag Nordostdeutsches Kulturwerk, Lüneburg 1983, S. 155–172.
- Wredes "Krieges Carte von Schlesien". Die erste preußische Landesaufnahme Schlesiens. In: Wolfgang Scharfe (Hrsg.): Kartographiehistorisches Colloquium Lüneburg '84. Reimer, Berlin 1985, S. 39–53.
- (Bearb.): Zwischen Oder und Riesengebirge. Schlesische Karten aus fünf Jahrhunderten. Ausstellung der Staatsbibliothek Preußischer Kulturbesitz Berlin [Ausstellung Berlin, Staatsbibliothek Preußischer Kulturbesitz, 7. Februar bis 4. April 1987 ; Ratingen-Hösel, Oberschlesisches Landesmuseum, 13. Mai bis 21. Juni 1987] (= Ausstellungskataloge / Staatsbibliothek Preußischer Kulturbesitz, Bd. 29). Konrad, Weissenhorn 1987, ISBN 3-87437-256-1 (2. Aufl. 1995).
- Preußische und habsburgische Landesaufnahmen in Schlesien. Teil 1. In: Jahrbuch der Schlesischen Friedrich-Wilhelms-Universität zu Breslau, Bd. 30 (1989), S. 215–247
- (Hrsg.): Christian F. von Wrede: Krieges-Carte von Schlesien 1747–1753. Farbmikrofiche-Edition. Ed. Lengenfelder, München 1992, ISBN 978-3-89219-500-9.
- (Mitautor): Begrenzung und Wachstum. Berliner Stadtentwicklung im Spiegel von Karten; eine Ausstellung des Landesarchivs Berlin 24. März bis 30. Juni 1994, 30. Januar bis 28. Juli 1995. Landesarchiv Berlin 1994.
- Das Kartenwerk des Obersten v. Massenbach in der Staatsbibliothek zu Berlin. In: Wolfgang Scharfe (Hrsg.): Vorträge und Berichte. 6. Kartographiehistorisches Colloquium Berlin 1992. Reimer, Berlin 1994, S. 89–100, ISBN 3-496-02517-4.
- Zur kartographischen Erfassung der Elbquellen auf böhmischen und schlesischen Karten. In: Marianne u. Werner Stams: Die Elbe im Kartenbild. Dresden 1994, S. 83–99.
- Johann David Schleuens Schlesien-Atlas mit den Randansichten von Friedrich Bernhard Werner. In: Jahrbuch der Schlesischen Friedrich-Wilhelms-Universität zu Breslau, Bd. 38 (1997), S. 563–618.
- Zwischen Ems und Hunte. Land am Wasser und unter dem Krummstab; Sonderausstellung anläßlich der Ausstellung "Imago Germaniae – Das Deutschlandbild der Kartenmacher aus fünf Jahrhunderten" vom 5. Mai – 21. Juni 1998, Papenburg-Aschendorf, Gut Altenkamp; ausgewählte Karten und Ansichten aus der Staatsbibliothek zu Berlin. Staatsbibliothek Berlin 1998.
- Berlin und seine Sehenswürdigkeiten. Randansichten auf Stadtplänen des 19. Jahrhunderts. In: Scrinium Berolinsense, Bd. 2 (2000), S. 693–708.
- (Mitautor): Lothar Zögner: Kartenschätze. Aus den Sammlungen der Staatsbibliothek zu Berlin. Westermann, Braunschweig 2000, ISBN 3-07-509280-0.
- "Landesaufnahmen deutscher Territorien". Beispiele der Militärkartographie und ihr historischer Quellenwert. In: Dagmar Unverhau (Hrsg.): Geschichtsdeutung auf alten Karten. Archäologie und Geschichte (= Wolfenbütteler Forschungen, Bd. 101). Harrassowitz, Wiesbaden 2003, S. 411–441, ISBN 3-447-04813-1.